# 채금석
채금석(蔡金錫, 1904년 4월 9일 ~ 1995년 12월 26일)은 일제강점기 당시 경성 축구단 소속의 축구 선수이다. 경평축구대항전과 1936년 하계 올림픽 예선전에 출전하였으며, 은퇴 이후 프로축구, 실업, 대학, 초·중·고 등 후진 선수양성에 공헌하였다.

## 생애
그는 전라북도 군산시 구암동에서 태어나 군산영명학교에 입학하여 축구를 시작하였으며, 경신학교 재학 시절인 1930년 일본대표인 와세다 대학팀과의 경기에서 활약하여 승리를 얻게하였다. 1933년 경평축구대항전에도 출전하였다. 1936년 하계 올림픽 예선전에 국가대표로 출전한 이후 고향으로 돌아야 축구 발전에 기여하였다. 1934년에는 조선대표선수로 중국 톈진에서 축구 경기에 참가하여, 러시아 및 중국 대표팀, 보인 대학팀과 싸워 5전 4승 1패의 결과를 얻었다. 빠른 돌파력으로 '오토바이 채'라는 별명을 얻었다.
그는 1934년 광주 학생 항일 운동 당시 일본 관헌을 폭행하여 중학교를 중단하였으나, 1985년 경신고등학교로부터 명예졸업장을 받았다.

## 금석축구대회
전라북도 군산시에서는 매년 그의 공로를 기려 금석배 전국학생 축구대회가 개최된다.

## 같이 보기
- 금석배 전국학생축구대회
- 금석배 전국초등학생축구대회

## 참고 자료
- 일제 형사에 날아차기 '오토바이 채' 채금석